# Ana Hatherly
Anna Maria de Lourdes Rocha Alves Hatherly GOIH, (Porto, 15 de Junho de 1929 – Lisboa, 5 de Agosto de 2015), foi uma professora, escritora, realizadora e artista plástica portuguesa.

## Biografia
Nasceu no Porto em 1929, tendo-lhe sido dado o nome de Maria de Lourdes Rocha Alves; filha de Jaime Constantino Alves, de 27 anos, solteiro, natural de Bragança, e de Celeste Rocha Pereira, de 24 anos, divorciada, natural de Viana do Castelo, moradores à época na rua do Bonjardim, 632, Porto. Na sua genealogia existe um antepassado austríaco, razão da sua aparência germânica. Os seus pais morreram quando era criança, tendo sido educada pela avó materna, Maria da Hora da Rocha Pereira.
A avó, muito tradicional e católica, era cinéfila e desde cedo levava a neta a todas as sessões de cinema. Hatherly, mais tarde, contou que nesse tempo viu um filme que muito a impressionou, O Homem Invisível (1933) de James Whale.
Com voz de soprano, tentou ser cantora lírica, chegando a ir à Alemanha para se especializar em música barroca. O seu sonho terminou por não ter suficiente capacidade física para suportar o esforço do canto. Acabou por sofrer uma lesão pulmonar, indo tratar-se num sanatório perto de Genebra, na Suíça, durante um ano. Aí começou a escrever por recomendação de um médico, que lhe dissera que a criatividade era como um prego dentro de um saco de pano, que haveria sempre de dar sinal, fosse qual fosse o canal. Ofereceu-lhe uma caneta de tinta permanente Parker para esse efeito.
Diplomada em Cinema, pela London Film School, em Londres, onde fazia estadias prolongadas. A 25 de Abril de 1974, a caminho do Egipto, fez uma escalada em Lisboa, para ir ver a sua casa no Estoril. Entusiasmada pela revolução, desistiu da viagem ao Egipto, e ficou em Portugal, durante os anos seguintes. No entanto, a revolução não lhe foi inteiramente benéfica. No plano financeiro sofreu grandes perdas, tendo sido obrigada a vender a casa, a mobília e tudo o que tinha, até conseguir arranjar emprego. Sobreviveu com muita dificuldade nos dois anos a seguir à revolução.
Foi professora catedrática da Faculdade de Ciências Sociais e Humanas da Universidade Nova de Lisboa, onde co-fundou o Instituto de Estudos Portugueses.  licenciada em Filologia Germânica, pela Universidade de Lisboa, e doutorada em Estudos Hispânicos, pela Universidade da Califórnia, em Berkeley.
Anteriormente leccionou na Escola de Cinema do Conservatório Nacional, e no AR.CO, em Lisboa. Existem cópias dos seus filmes no Centro de Arte Moderna da Fundação Calouste Gulbenkian e no Arquivo da Cinemateca Portuguesa.
Paralelamente desenvolveu uma carreira como artista plástica, com um extenso número de exposições individuais e colectivas, em Portugal e no estrangeiro.
Foi membro da Direcção da Associação Portuguesa de Escritores e ajudou a fundar o P.E.N.Clube Português, ao qual presidiu. Foi ainda membro destacado do grupo da poesia experimental, nas décadas de 1960 e 70, além de se ter dedicado à investigação e divulgação da literatura portuguesa barroca, fundando as revistas Claro-Escuro e Incidências.
Encontra-se colaboração da sua autoria no jornal 57, entre 1957 e 1962.
Faleceu no dia 5 de Agosto de 2015 e foi sepultada no Cemitério dos Olivais.

### Vida pessoal
Muito jovem, Hatherly teve um relacionamento com o pintor e gravador húngaro, radicado em Portugal, Attila Mendly de Vétyemy, de quem teve a sua única filha, Catarina Hatherly (1949-1970).
Em 18 de setembro de 1952, casou com Henry Mário Frank Hatherly (empresário), em Kensington, Inglaterra, tendo mudado o nome para Anna Maria de Lourdes Rocha Alves Hatherly. Ficou viúva em 21 de Maio de 2000.

## Obra Plástica

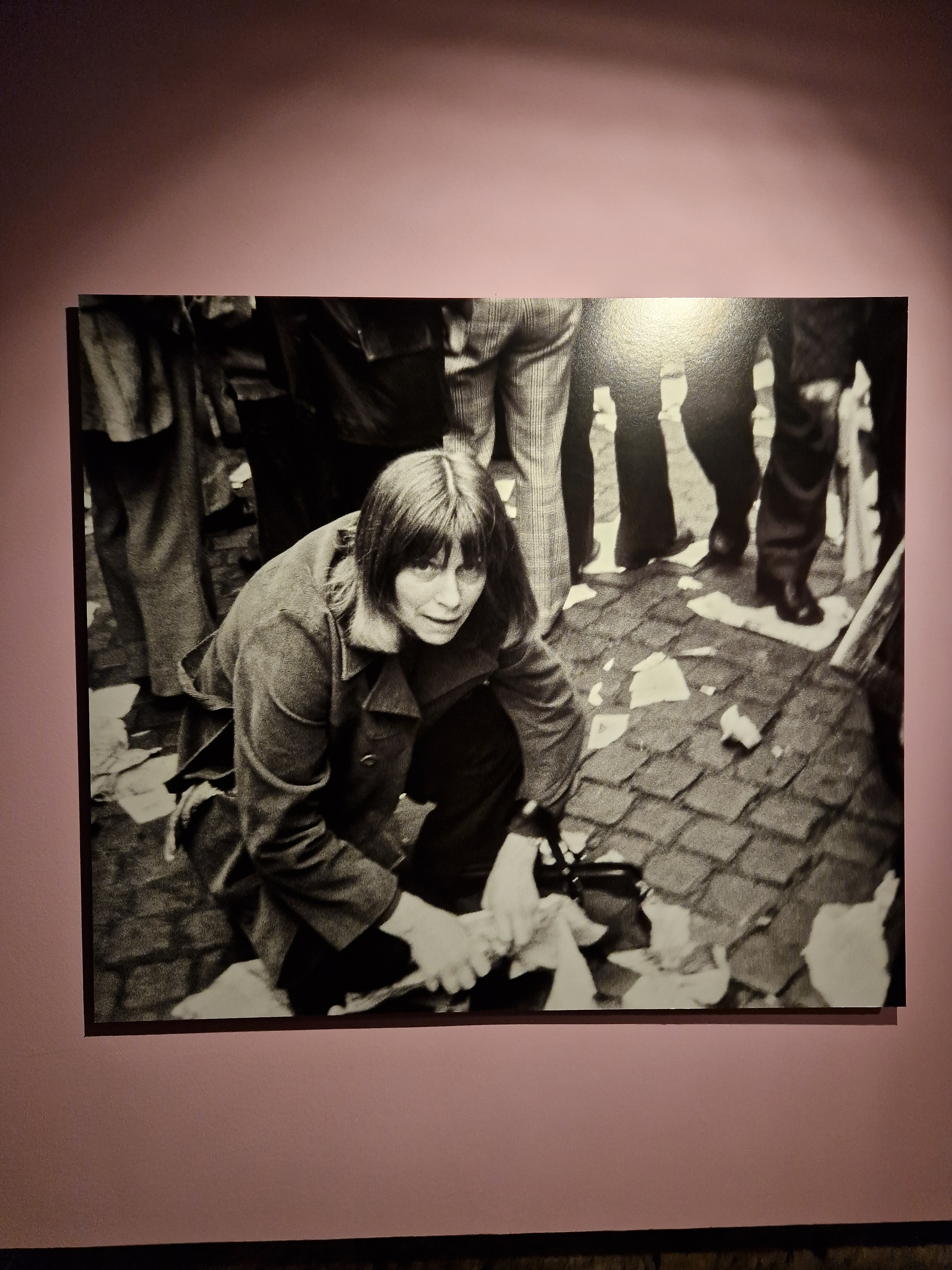
25 de Abril de 1974 - Fotografia de Ana Hatherly

Hatherly inicia na década de 60 o percurso artístico, por esta altura conclui que a escrita «nunca foi senão representação: imagem». Começará então uma pesquisa em torno da caligrafia (actual e ancestral) e dos signos, cria então aquilo que na sua biografia pela Coleção de Arte Moderna da Fundação Calouste Gulbenkian se chama de "escrita-imagem".
Integra o Grupo Experimentalista Português e participa em diversas exposições com destaque em 1977 para a exposição Alternativa Zero. Em 1992 o CAM da Fundação Calouste Gulbenkian apresenta uma retrospectiva da sua obra, a seguir à qual Ana Hatherly continua a expor em exposições individuais onde apresentou "pinturas evocativas da sua viagem à India, séries inéditas de trabalhos feitos em Londres, neo-graffitis, ou ainda pinturas onde a inquirição da reciprocidade entre a escrita e a visualidade dão lugar a uma pintura despojada".

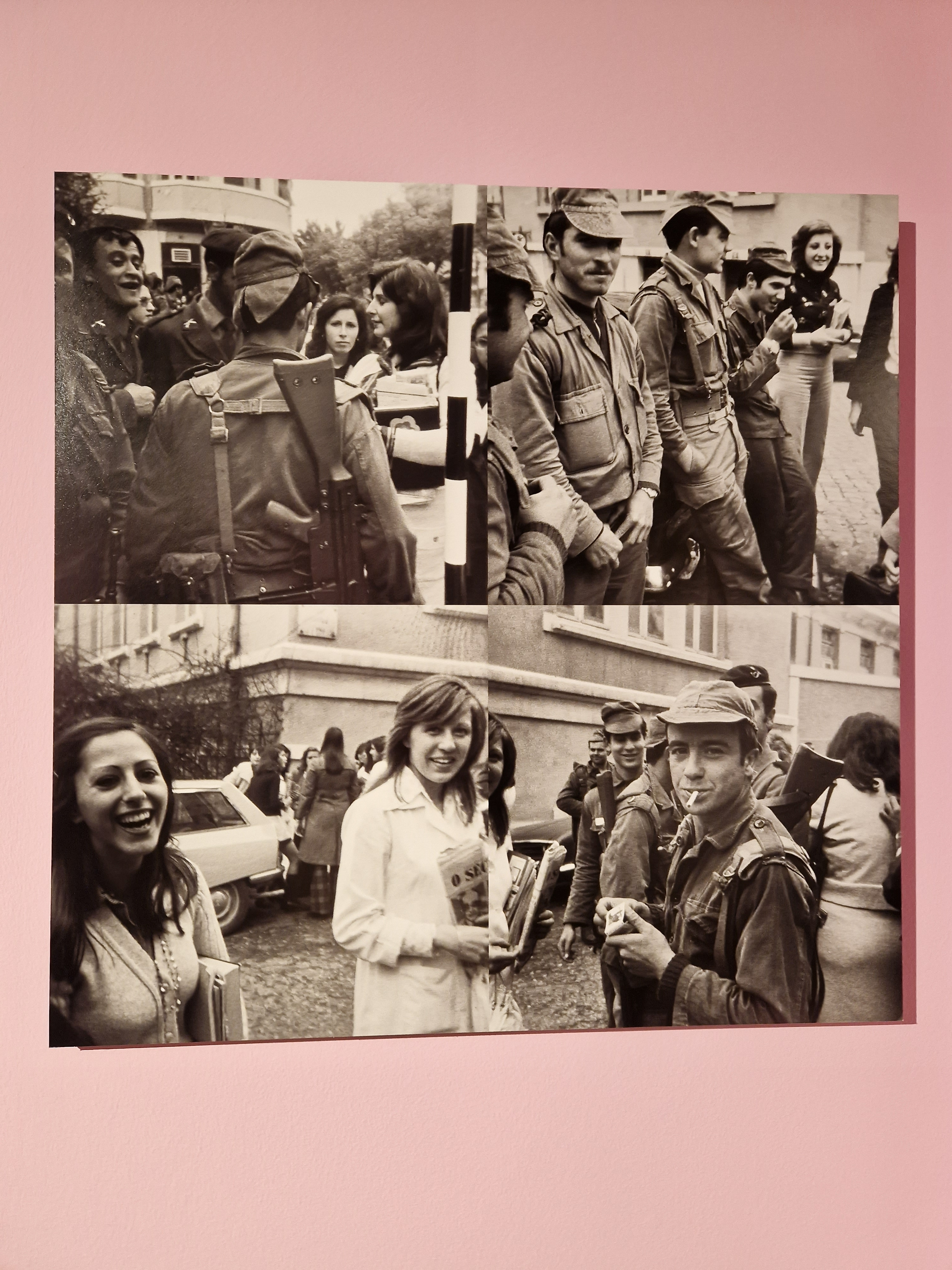
25 de Abril de 1974 - Fotografia de Ana Hatherly

Exemplo de despojamento e um reflexo do estilo gestualista, mas também da interligação entre a escrita, o desenho, a poesia e a pintura, é a obra Auto Retrato Obliterado, datada de 1996, dois anos antes da publicação do poema Auto Retrato onde Hatherly nos diz "Oculto nele e nele convertido / do tempo ido escusa o cruel trato, / que o tempo em tudo apaga o sentido.".
Encontra-se representada nos mais importantes museus e coleções portuguesas, entre as quais: Museu Calouste Gulbenkian – Coleção Moderna, Fundação Serralves, Museu Coleção Berardo, Museu do Chiado - MNAC, Coleção FLAD, Fundação Cupertino de Miranda, Coleção de Arte Fundação EDP e Casa da Cerca Almada.

### Poesia
- Um Ritmo Perdido. Lisboa: Ed. Aut. (1958)
- As Aparências. Lisboa: Sociedade de Expansão Cultural (1959)
- A Dama e o Cavaleiro. Lisboa: Guimarães Editores (1960)
- Sigma. Lisboa: Ed. Aut. (1965)
- Estruturas Poéticas - Operação 2. Lisboa: Ed. Aut. (1967)
- Eros Frenético. Lisboa: Moraes Editores (1968)
- 39 Tisanas. Porto: Colecção Gémeos, 2 (1969)
- Anagramático. Lisboa: Moraes Editores (1970)
- 63 Tisanas: (40-102). Lisboa: Moraes Editores (1973)
- Poesia: 1958-1978. Prefácio de Lúcia Helena da Silva Pereira - Lisboa: Moraes Editores (1980)
- Ana Viva e Plurilida. in Joyciana (ob. colec.), Lisboa: &etc. (1982)
- O Cisne Intacto. Porto: Limiar (1983)
- A Cidade das Palavras. Lisboa: Quetzal (1988)
- Volúpsia. Lisboa: Quimera (1994)
- 351 Tisanas. Lisboa: Quimera (1997)
- Rilkeana. Apresentação de João Barrento e Elfriede Engelmayer - Lisboa: Assírio & Alvim
- Um Calculador de Improbabilidades. Lisboa: Quimera (2001)
- O Pavão Negro. Prefácios da Autora e de Paulo Cunha e Silva, Lisboa: Assírio & Alvim
- Itinerários. Vila Nova de Famalicão: Edições Quasi (2003)
- Fibrilações. Edição bilingue. Tradução para castelhano de Perfecto E. Cuadrado, Lisboa: Quimera (2005)
- A Idade da Escrita e outros poemas. Antologia com org. e pról. de Floriano Martins, São Paulo: Escrituras (2005)
- 463 Tisanas. Prefácio da Autora, Lisboa: Quimera (2006)
- A Neo-Penélope. Lisboa: &etc. (2007)

### Prosa
- O Mestre. Lisboa: Arcádia (1963). 2.ª edição: Prefácio de Maria Alzira Seixo, Lisboa: Moraes Editores (1976). 3ª edição: Prefácios de Silvina Rodrigues Lopes e Simone Pinto Monteiro de Oliveira e posfácio da Autora, Lisboa: Quimera (1995). 1.ª edição brasileira: Prefácio de Nadiá Paulo Ferreira, Rio de Janeiro: 7LETRAS (2006)
- No Restaurante. In Antologia do Conto Fantástico Português. Edições Afrodite de Fernando Ribeiro de Mello (1967). 2.ª edição: idem (1974). [3.ª edição]: Lisboa: Arte Mágica Editores (2003)
- Crónicas, Anacrónicas Quase-tisanas e outras Neo-prosas. Lisboa: Iniciativas Editoriais (1977)
- O Tacto. In Poética dos cinco sentidos. Lisboa: Livraria Bertrand (1979)
- Anacrusa: 68 sonhos. Lisboa: & Etc (Sonhos da Autora comentados por vários autores) (1983)
- Elles: um epistolado (com Alberto Pimenta). Lisboa: Editorial Escritor (1999)
- O Neo-Ali Babá. In Mea Libra - Revista do Centro Cultural do Alto Minho, n.º 14, Viana do Castelo (2004)

### Ensaios e Edições Críticas
- Nove Incursões. Lisboa: Sociedade de Expansão Cultural (1962)
- O Espaço Crítico: do simbolismo à vanguarda. Lisboa: Caminho (1979)
- A Experiência do Prodígio - Bases Teóricas e Antologia de Textos-Visuais Portugueses dos séculos XVII e XVIII. Lisboa: Imprensa Nacional-Casa da Moeda (1983)
- Defesa e Condenação da Manice. Lisboa: Quimera (Apresentação, notas e fixação do texto) (1989)
- Poemas em Língua de Preto dos Séculos XVII e XVIII. Lisboa: Quimera (Apresentação, notas e fixação do texto) (1990)
- Elogio da Pintura de Luís Nunes Tinoco. Com estudo crítico de Luís de Moura Sobral, Lisboa: Instituto Português do Património Cultural (1991)
- A Preciosa de Sóror Maria do Céu. Lisboa: Instituto Nacional de Investigação Científica (Edição actualizada do códice 3773 da Biblioteca Nacional precedida dum estudo) (1991)
- Lampadário de Cristal de Frei Jerónimo Baía. Lisboa: Editorial Comunicação (Apresentação crítica, fixação do texto, notas, glossário e roteiro de leitura) (1991)
- O Desafio Venturoso de António Barbosa Bacelar. Lisboa: Assírio & Alvim (Organização e prefácio) (1991)
- Triunfo do Rosário: repartido em cinco autos de Sóror Maria do Céu. Lisboa: Quimera (Tradução e apresentação) (1992)
- A Casa das Musas: uma releitura crítica da tradição. Lisboa: Editorial Estampa (1995)
- O Ladrão Cristalino: aspectos do imaginário barroco. Lisboa: Edições Cosmos (1997)
- Frutas do Brasil numa nova, e ascetica monarchia, consagrada à Santíssima Senhora do Rosário de António do Rosário. Lisboa: Biblioteca Nacional (2002)
- Poesia Incurável: aspectos da sensibilidade barroca. Lisboa: Editorial Estampa (2003)
- Interfaces do Olhar - Uma Antologia Crítica / Uma Antologia Poética. Lisboa: Roma Editora (2004)
- Obrigatório não ver. Lisboa: Quimera (2009)

## Filmografia
- 1974 - C.S.S. [15]
- 1974 - 5 Exercícios de Animação [15]
- 1974 - Fragmentos de Animação [15]
- 1974 - Sopro 57-AN-39 [15]
- 1975 - Revolução [16]
- 1976 - Diga-me, O Que É A Ciência? - I [17]
- 1976 - Diga-me, O Que É A Ciência? - II
- 1977 - Música Negativa [18]
- 1977 - Rotura [19]
- 1979 - Obrigatório Não Ver: Episódios - Performance de Emília Nadal [15]

## Prémios e Reconhecimento
A 10 de Junho de 2009, foi feita Grande-Oficial da Ordem do Infante D. Henrique.
Foi premiada com:
- 1978 - Foi agraciada pela Academia Brasileira de Filologia do Rio de Janeiro, com a Medalha Oskar Nobiling [21]
- 1998 - Ganhou o  Prémio de Ensaio da SPA (Sociedade Portuguesa de Autores) [21]
- 1999 - Prémio de Poesia do P.E.N. Clube Português, pelo seu livro Rikeana
- 2000 - Ganhou o Prémio de Ensaio da Associação Portuguesa de Escritores com o livro O Ladrão Cristalino [22]
- 2003 - Prémio de Poesia Evelyne Encelot, em França [22]
- 2003 - Prémio Hannibal Lucic, na Croácia [21]
- 2003 - Prémio da Crítica, atribuído pela secção portuguesa da Associação Internacional dos Críticos Literários, pelo seu livro o Pavão Negro [23][22]
- 2012 - Foi agraciada, in memoriam, com o Prémio Femina por mérito na Literatura [24]

## Ligação Externas
- Arquivos RTP| Programa Entre Nós: Ana Hatherly entrevistada por Raquel Santos (2003)
- Arquivos RTP| Programa Por Outro Lado: Ana Hatherly entrevista por Ana Sousa Dias (2004)